# ドラゴン騎士団 (漫画)
『ドラゴン騎士団』（ドラゴンきしだん）は、押上美猫による代表作で、ファンタジー漫画にあたる。1990年から2007年4月（6月号）まで「月刊ウィングス」（新書館）で連載されていた。途中、1994年から1997年までにドラマCDも発売された。2008年9月までに単行本全26巻+外伝1巻、文庫本13巻が発売されている。本書終了後、五百年後を舞台とする続編『祝福の黒と破滅の白 ドラゴン騎士団Ⅱ』が月刊ウィングス2014年2月号より開始され、現在はウェブマガジン ウィングスに移り連載中となっており、2018年1月までに単行本3巻が発売されている。

## あらすじ
竜帝に仕えるラス、ルーン、ザッツの3人の竜騎士は敵将ナディルを討ち、竜都へと戻る途中だったが…。という書き出しで話が進む。本書の構成は、大きく本篇、竜都篇、秘宝篇、怪魚篇、風竜篇、胎動篇、復活篇、異界篇に分けられる。著者によると各篇に巧妙緻密な伏線が張り巡らされているという。
- 本篇 … ラスたちドラゴン騎士団一行が、首尾よくナディルの首を取り、寄り道をしながら竜都に向かう話。主人公であるラス、ルーン、ザッツ、セシアが一通り解説される部分である。
- 竜都篇 … ドラゴン騎士団と竜帝・竜族との関係から、魔族の策動による世界異変の序曲まで。竜帝、竜族と世界の構造が一通り解説される話である。以下、ラス、ルーン、ザッツに分かれて展開する。
- 秘宝篇 … ザッツが昔の盗賊仲間・キチェルと西の大陸で秘宝探索の旅に出る説話。東の大陸と西の大陸の存在が明らかとなるとともに、物語の核心部分が徐々に明らかになる。
- 怪魚篇 … ルーンが精霊族の極度な衰亡を探索すべく旅に出る説話。
- 風竜篇 … ラスとセシアが風竜を探して旅に出る説話。
- 胎動篇～復活篇 … 魔族の胎動と魔王ナディルの復活とが描かれる。著者によると復活篇は「怒濤の謎解き」であるとされる。
- 異界篇 … ドラゴン騎士団がナディルの住む異界カイナルディアに乗り込み、ナディルと対峙する話。

本作は執筆期間の長期化に伴い、著者自ら当初の推進計画が「玉砕」した旨を告白している。試みに単行本20巻の「まいらいふ」（巻末部分）に指摘された所の、著者による1991年段階のプロットには、本来は以下のような基本骨格であったことが例示されている。
- 1巻……本篇
- 2巻……本篇、外伝1・2・3
- 3巻……竜都篇
- 4巻……竜都篇
- 5巻……秘宝篇
- 6巻……怪魚篇
- 7巻……風竜篇
- 8巻……復活篇、外伝4、異界篇
- 9巻……異界篇2
- 10巻……異界篇2、終章

## 物語の世界観

### 世界
本書の世界は東の大陸（アリナス＝ARINAS）と西の大陸（デュシス＝DUSIS）とに分けられ、東西に各々統治者と魔王とが存在した。しかし本書開始時点では、東の大陸は既に亡んでおり、魔物の巣窟と化している。一方の西の大陸は、当初竜帝の統治する大陸であったが、本作開始時には竜帝の統治国をはじめ、いくつかの国に分裂している。またこれらの大陸とは別に、異界として魔王ナディルの住むカイナルディアがある。

### 統治機構
本書には竜騎士なる身分をはじめ、幾つかの特徴的官位・身分が存在する。（単行本第4巻冒頭の「ドラゴン騎士団キャラクター相関図」に図解がある）
竜族は竜帝を頂点とし、その直属に五色の竜官（赤、黒、黄、青、白）が存在する。赤の竜官は五色の竜官の長として、また竜騎士の統率者として重責を担っている。黒の竜官は公安官として裁判関係と公安関係（竜戦士の指揮者）を担当している。他の黄の竜官は政務官、青の竜官は外務官、白の竜官は秘書官として各々職責を全うしている。赤の竜官の指揮下にある竜騎士は、戦闘竜（デュエルドラゴン）の数だけ存在する。戦闘竜は最大の力を持つ風竜以下、光竜、火竜、水竜、地竜の五体。つまり最大で五人存在することになる。竜騎士の下には竜戦士がいる。彼等竜戦士は、戦闘竜をもたないことから総体的には竜騎士の下位に位置付けられているが、個々人の戦力は竜騎士に匹敵するとされている。なお竜帝の妻である竜妃の下には女官長が控えており、その下に女官、内侍が存在する。
一方、西の大陸の魔族は魔王ナディルの力のもと、側近のシャイデマンとシャイレンドラが統率するのみで、力をもって全てとする集団であるため、竜族に匹敵する機構は存在しないと思われる。
その他、西の大陸に存在する各国にも国家機構の存在があるようであるが、本編で詳細に語られていない。
物語開始時の五色の竜官、及び竜騎士は以下の通りである。
- 五色の竜官
  - 赤の竜官 - 不明 → 21巻からはビアレス（それ以前は赤の竜玉はラスの体内にあったらしい）
  - 黒の竜官 - テーセウス
  - 黄の竜官 - ルウォーク
  - 青の竜官 - カイスターン
  - 白の竜官 - アルフィージ → 11巻でルーンの体内に白の竜玉が入ったが詳細は不明
- 竜騎士
  - 風竜の騎士 - 不明（ナディルだったが、風竜は彼に殺されてしまい、詳細は不明）
  - 光竜の騎士 - 不明（過去、竜帝リュクレオンの戦闘竜であったことが明らかとなる）
  - 火竜の騎士 - ラス → 21巻からはギル
  - 水竜の騎士 - ルーン
  - 地竜の騎士 - ザッツ

## 登場人物
「声」はドラマCDのもの。2人いる場合は、後者がドラマCD「伝説の国王をさがせ！」内の「ドラゴン騎士団外伝」のものである。なお登場人物の分析は著者自ら公式サイトの「キャラクター紹介」で行っている。

### 主要キャラクター
ラス＝イリューザー
声：関智一、岩田光央、ドラマCD「風竜篇」では石川英郎
主人公。Rath=Illuther。火竜の騎士。趣味は魔物退治。実は西の大陸中を震撼させた「鋭い爪と牙を持つ魔獣」と呼ばれた魔物で、リュクレオンが自分の血を分け与えて竜族にした。そのため魔物の気に影響を受けやすく、それから自身を守るため、竜帝の血で作った「光竜の守り」というお守りを常時身につけなくてはならない。竜妃レイスリーネはかつて、ナディルに生涯子供が宿らない呪いをかけられたため、実質竜帝ただ1人の後継者である。一見は明るく振る舞っているが、内には深い闇を抱えており、デルテから｢今にも死にそうな顔をしてる｣と言われている。《東の大陸》の魔王だったが、25巻にてナディルの口から聞かされるまで彼自身もそのことを覚えていなかった。
ルーン
声：緒方恵美、松野太紀
Rune。水竜の騎士。元・精霊族。生真面目な性格で他の2人に振り回されている。リュクレオンへの敬愛心は誰よりも強いが、それ故に融通がきかない面もある。ザッツから｢今更女装したって面白くない｣と言われるほど中性的な容姿をしているが、指摘されると怒る。精霊族という出身のため、魔物の気に弱い。
ザッツ
声：小野坂昌也、山口勝平
Thats。地竜の騎士。元・人間で盗賊。金・宝に目がないが、目的の物以外は盗まないというポリシーを持つ。反面、金にならない仕事には非協力的。但し、魔物と戦い続けるリュクレオンの身の上は案じており、彼を護るためならば力を惜しまない。
セシア
声：冬馬由美、ドラマCD「風竜篇」では今井由香
ヒロイン。Cesia。魔物の血をひく少女。人食い魔女の養女で風の魔法を使う。ラスたちにより偶然魔女が退治されたため、自由の身となり、人肉を断つ道を選ぶ。その後、リュクレオンにより占い師として竜城にやってきた。

### 竜族
リュクレオン
声：三木眞一郎
Lykouleon。《西の大陸（デュシス）》の王、竜帝。竜族の王で、存在するだけで魔物を寄せ付けない。そのため、魔物は彼が守っている竜城には入ることすらできない。その高貴で強力な血は竜妃以外には眩しすぎて、触れるだけで毒となり、たとえ竜族であろうとも苦しんで死ぬこととなる。
レイスリーネ
声：永島由子
リュクレオンの妻。Raseleane。竜妃。かつてナディルにさらわれたことがあり、その際、竜妃の証である竜の眼を奪われた。やわらかい性格で、竜城のものは誰も逆らえない。
ルウォーク
声：高木渉
Luwalk。黄の竜官（政務官）。竜帝の幼馴染み。私生活では竜帝と友人関係を築いており、口調も友人同士のものとなる。またセルノズーラとの会話は親しいものがある。
アルフィージ
Alfeage。白の竜官（秘書官）。几帳面で堅物な性格で、竜帝に対する言葉遣いや、公務の書類製作は厳密を極める。リュクレオンの自由奔放さにいつも頭を痛めている。リュクレオンの変装を見破る特技を持ち、ルウォークやカイスターンはおろか、リュクレオンにすら手厳しく説教をする。
カイスターン
声：緑川光
Kaistern。青の竜官（外務官）。元・人間。竜帝の命を受け、つねに西の大陸を駆け回っており、竜都にいることはほとんどない。最もラスに好かれているフリをされている。
テーセウス
Teceous。黒の竜官（公安官）。もと魔族でシャイデマン、シャイレンドラの兄。そのため魔物の気配には人一倍敏感である。魔力を竜族の力に変換しており、物語開始時の四人の竜官の中では最も強い。素手で魔物と戦うこともある。寡黙で冷静だがキチェルには振り回されている。
セルノズーラ
Selnozula。女官長。竜妃に仕える忠実な僕。ルウォークの彼女。ルウォークに対しては気安い態度を見せる。
ヒュー
竜騎士。その正体は竜帝リュクレオンの仮の姿。彼が竜城を抜け出すときに利用しているが、周囲の側近にはばれている。
サラザール
Salazar。竜帝に仕える（臨時）占い師。大戦争前の太古の占い師。死んだ後も竜帝の身を案じて、あの世から召喚され占いをしている。セシアとデルテが竜都に来てからは出番がない。
フィエルト
外伝「十字に光る星」に登場。リュクレオンからは「伯父さん」と呼ばれ、幼いリュクレオンを「将来の竜帝の後見人」として見守っていた。

### 魔族
ナディル
声：置鮎龍太郎
Nadil。《西の大陸（デュシス）》の魔王。風呂敷に包まれた首の状態から始まる。話の進展と共に、その理由が明らかとなる。
シャイデマン
声：小野健一
Scheideman。ナディルの腹心で、ナディル軍の参謀。ナディルが首のときは遠くから、彼が復活して以後は常にその傍に控えている。テーセウスの弟、シャイレンドラの兄。部下にフェデルタがいる。
シャイレンドラ
声：叶木翔子
Sailendra。ナディルの腹心、ナディル軍の参謀。シャイデマンとともに、ナディルが首のときは遠くから、ナディルが復活して以後は常にその傍に控えている。テーセウスとシャイデマンの妹。部下にフェデルタがいる。
フェデルタ
声：私市淳
Fedelta。シャイデマン、シャイレンドラの部下。シャイデマンに対する忠義が厚く、嫉妬深い性格で、シャイデマンに気に入られていたギルを嫌っていた。
サーベル
Sabel。死を司る魔物で、金色の巨大魚・ガラバと行動を共にする。精霊族を苦手としていたが、実はナディルの力を入れられた精霊族。ルーンやティントレットが生まれる以前に行方不明になっていた。
メテオーラ
Meteola。サーベルが連れていたサーベルの力の分身。黒蝶の羽を持つ妖精のような姿で黒い湖に済む精霊を名乗る。実はナディルがサーベルの力（至善力）をメテオーラに分離させていたもので、至善力そのもの。
カール
声：緑川光
Karl。魔物の魂を作れる能力を持つ錬金術師。実際は東の蒼生魔王。当人の口から、東の魔王は彼の半身であるとの説明がなされてある。物語開始時には、東の大陸でガルファクシーと二人で暮らしている。時折、西の大陸の魔族に物を売りつけている。
ビアレス
声：石田彰
Vierres。ナディル軍の魔物。窃かにセシアを慕っており、その故に竜帝に匿われたセシアを奪還すべく、カールの力を借りて竜城に潜入した。その際、ラスを動かす原動力の一部として、取り込まれることを望んだ。封印符によるラスの消滅後、単行本21巻以後に赤の竜官として再登場する。
ゾーマ
声：永島由子
Zoma。ナディル軍の下級魔物。ラスから生れた三体の内の一つ。物語開始時には、魔物と鳥とからなり、鳥なしでは移動できない体であった。窃かにセシアを慕っていたが、セシアを守るため、ラスの力で鳥と一体となった。異界篇にて自らの意思でラスの器となる。
人喰い魔女
声：武政弘子
ナディルがセシアを魔物とするために預けていた魔物。物語開始時にラスたちに殺された。
ラームガーナス
シャイデマンの配下で《黒い稲妻》という名を持つ魔物だったが逃げて、はぐれ魔物になった。動物化の魔術をかけられていたギルを助けて、一緒に生活していたが、シャイデマンに見つかり、ギルを庇って殺されてしまう。別の器に魂を移されて、鎧姿のような魔物で復活するも、ラームガーナスの姿をした魔物と共に殺される。デルテの力を借りて、ギルに別れを告げて魂ごと消えた。
リム・カーナ（リム＝カーナ）
Rim Carna。フェデルタの部下で蜘蛛系の魔物の少女。ティントレットの記憶を手に入れ操り人形にしていたが、ルーンに対して好意を抱くようになり、後にルーンの至善力で精霊族へと変化した。
闇の沼の主
声：緑川光
コスタリカ村近くの闇の沼に住むナディル軍には属していない魔物。長い間竜帝の守護府シシリーの羽で封じられていたが羽を盗まれて復活、コスタリカ村の男たちを惨殺し女たちを召使に差し出させては食べていたが、竜都への帰還の旅の途中のラスたちに討たれる。
エキドナ
声：松本保典
Ekhidna。ナディル軍に属さない魔物で盗賊。自由気侭を好んでナディル軍を嫌い、盗賊稼業に熱中している。ルーワの町で知らずに地図のかけらを盗んだことと、誰にも負けない盗賊と自負していたためにザッツとキチェルにアジトの塔を襲われ、盗んだものを盗み返された。

### 精霊族
ティントレット
声：岡村明美
Tintoretto。精霊族の姫で、ルーンの恋人。ルーンが水竜を得た際に、ルーンを護るために眠りについてしまっていた。儚げな風情の外見ながら勝気で勇敢。サーベルを探していた。
デルテ
声：麻見順子
Delte。シャンテルの占い師。ルーンの知人。後、ザッツの手引きで竜都に住むことになった。占い上ではセシアのライバル。
リングリース
声：南杏子
Ringlease。魔物の盗賊エキドナに囚われていたところをザッツとキチェルに助けられた光水（小精霊族）。
シルク
声：かないみか
Silk。元・精霊族の魔物。野広に生まれ変わりの力を与えられて植物に変化し、未来にあたる続編「祝福の黒と破滅の白 ドラゴン騎士団Ⅱ」にある形で再登場する。
祥（しあん）
Sian。野広に懐いて旅についてきた三人の光水のひとり。名前は全員野広がつけたもの。東の大陸で野広を庇ってガルファクシーの死の種を受け、野広の再生の力で植物に変化した。
雅（みやび）
野広に懐いて旅についてきた三人の光水のひとり。長い黒髪の少女の姿で、未来にあたる続編「祝福の黒と破滅の白 ドラゴン騎士団Ⅱ」と同一世界の「伝説の国王を探せ!!」に同名（表記はカタカナ）でそっくりな姿の「妖精」が登場する。
花城（はなくすく）
野広に懐いて旅についてきた三人の光水のひとり。東の大陸で野広を庇い、カールのつくった「カールの主の軀を造るもとになるモノ」に襲われ死亡。

### 人間
野広
声：上田祐司
怪魚篇に初登場する、精霊族を愛し求めている記憶喪失の人間の青年。思い込みが激しく当初はルーンを女性と間違えプロポーズした。精霊族ではないのに精霊族を上回る至善力や死後の精霊族へ再生の力を与えて植物に変化させる能力を持ち、魔物に変えられた精霊族の少女・シルクに生まれ変わりの力を与えたり、《東の大陸》にかけられていた呪いを解いたが、本人も自分の能力を理解してはいない。ルーンやカールに、ラスによく似た容姿をしていると疑念を抱かれる。
ギル
Gill。風竜篇に登場する元･人間。本来の火竜の騎士。若い頃にカールに改造され、シャイデマンらに操られていた。風竜がいる噂される魔壮山（エムファーザ）の洞窟の周辺で、風竜を探しに来る人々を襲っていた。封印符によるラスの消滅後、単行本21巻以後に火竜の騎士として復活する。
キチェル
声：永島由子
Kichel。ザッツの盗賊時代の仲間。ザッツの全財産を盗んで逃げた。竜帝の依頼を受け、ザッツとともに東の大陸にある対魔族用の三種の秘宝を探しに向かった。異界篇でラスたちと合流する。
ピュア
声：永島由子
Pure。竜都への帰還の旅の途中にコスタリカ村でラスたちが助けた少女。いとこの久遠シーナの元に身を寄せていたところでラスたちと再会、後には竜城へ預けられる。
マスター
声：緑川光
ザッツの馴染みの酒場「lemures」のマスター。ザッツやキチェルの先輩。元盗賊で現役時代には《東の大陸》に旅をしたこともある。異様な情報収集能力を持ち、ザッツが地竜の騎士になったことや、ずっと昔に滅んで西側の地図からも消え幻の王国となっている《東の大陸》のことなど、あらゆることを知っている。
ガルファクシー
声：千葉一伸
Galfacsy。人間だがカールの僕。灰からなんでも作れる灰使い。カールのためなら命をも惜しまない。姿形は子供のようであるが、カールの秘薬を定期的に服用しており、そのため不老のまま何百年も生きている。

### その他
天の星姫
風竜篇に登場する人物。少しだけ風竜の能力を持ち、他人にも占いの能力を与えることができる。セシアに風幻の杖（のレプリカ）を渡すために現れる。人の感情を自分のものにしてしまう特性のため、憎悪などの感情に著しく弱い傾向を持つ。未来の某国の占い姫で妃であることが指摘されている。未来にあたる続編「祝福の黒と破滅の白 ドラゴン騎士団Ⅱ」にてその素性とラス、セシアとの関係が判明する。
グリンフィッシュ
Grinfish。同じく風竜篇に登場する、天の星姫の護衛。未来の天の星姫の配偶者にあたる人物から天の星姫を守るよう依頼されており、未来について熟知している素振りが描かれている。
《東の大陸》の幽霊
東の王の幽霊。《東の大陸》でカールによって闇の結界の上に突き刺されて封印され、東の大陸に生する者が根こそぎ生まれない呪いをかけられていた。野広による解放後は三種の秘宝の洞窟に現れ、キチェルを出口まで導いた。
リー魔
Rima。高貴な魂を迎えに行って死者の国に導く死の精霊。下界に散歩に降りた際にヘルモーサ上空で転落し、思いがけず姿と声を感じ取ったアルフィージにナディルの首の封印についてアルフィージに忠告する。
デュ魔。
Duma。リー魔と同じく死の精霊。下界に降りたがるリー魔を窘める几帳面な性格。

## 書誌情報
第1話「ドラゴン騎士団」のみ『サウス』で発表され、以後『月刊ウィングス』で連載されていた。2008年9月までに単行本全26巻+外伝1巻、文庫本13巻が発売されている。書誌の発行年月日はいずれも単行本奥付により、実際の発売月日はこれより若干早い。

### 掲載誌
- サウス（新書館）：№7（第1話）
- 月刊ウィングス（新書館）：1990年9月号から2007年6月号まで原則毎月1回掲載。

### 単行本
1. 第1巻（1991年4月25日発行） - 本篇 ISBN 4-4036-1254-7
2. 第2巻（1991年11月5日発行） - 本篇、皇竜紀、精霊戦士 ISBN 4-4036-1269-5
3. 第3巻（1992年10月5日発行） - 竜都篇 ISBN 4-4036-1289-X
4. 第4巻（1993年4月10日発行） - 竜都篇 ISBN 4-4036-1307-1
5. 第5巻（1993年12月30日発行） - 秘宝篇、ベルサの呪い ISBN 4-4036-1338-1
6. 第6巻（1994年8月15日発行） - 怪魚篇、Before long ISBN 4-4036-1360-8
7. 第7巻（1995年3月10日発行）- 風竜篇 ISBN 4-4036-1379-9
8. 第8巻（1995年8月25日発行） - 胎動篇、紅楼の人形（外伝）、フェアリー・ウォッチ（外伝）、復活篇・序章 ISBN 4-4036-1394-2
9. 第9巻（1996年7月10日発行） - 復活篇 ISBN 4-4036-1420-5
10. 第10巻（1996年10月25日発行） - 復活篇、black edcation（外伝） ISBN 4-4036-1432-9
11. 第11巻（1997年4月25日発行） - 異界篇 ISBN 4-4036-1459-0
12. 第12巻（1997年10月10日発行） - 異界篇 ISBN 4-4036-1477-9
13. 第13巻（1998年5月10日発行） - 異界篇 ISBN 4-4036-1500-7
14. 第14巻（1998年10月25日発行） - 異界篇 ISBN 4-4036-1520-1
15. 第15巻（1999年5月10日発行） - 異界篇 ISBN 4-4036-1540-6
16. 第16巻（2000年2月10日発行） - 異界篇 ISBN 4-4036-1574-0
17. 第17巻（2000年10月10日発行） - 異界篇 ISBN 4-4036-1604-6
18. 第18巻（2001年10月10日発行） - 異界篇、花（外伝） ISBN 4-4036-1647-X
19. 第19巻（2002年6月10日発行） - 異界篇 ISBN 4-403-61674-7
20. 第20巻（2003年6月10日発行） - 異界篇 ISBN 4-4036-1715-8
21. 第21巻（2003年12月25日発行） - 異界篇 ISBN 4-4036-1736-0
22. 第22巻（2004年6月25日発行） - 異界篇 ISBN 4-4036-1756-5
23. 第23巻（2005年3月10日発行） - 異界篇 ISBN 4-4036-1784-0
24. 第24巻（2005年9月10日発行） - 異界篇 ISBN 4-4036-1802-2
25. 第25巻（2006年10月10日発行） - 異界篇 ISBN 4-4036-1844-8
26. 第26巻（2007年8月10日発行） - 異界篇 ISBN 4-4036-1871-5
27. 外伝（2008年7月1日発行） ワンデイ・アナザーデイ ISBN 4-4036-1911-8

### 文庫本
1. 第1巻（2005年9月発行） ISBN 4-4035-0060-9
2. 第2巻（2006年9月発行） ISBN 4-4035-0061-7
3. 第3巻（2006年10月発行） ISBN 4-4035-0062-5
4. 第4巻（2006年10月発行） ISBN 4-4035-0063-3
5. 第5巻（2006年11月発行） ISBN 4-4035-0064-1
6. 第6巻（2006年11月発行） ISBN 4-4035-0065-X
7. 異界篇 第1巻（2008年3月発行） ISBN 4-4035-0112-5
8. 異界篇 第2巻（2008年4月発行） ISBN 4-4035-0113-3
9. 異界篇 第3巻（2008年5月発行） ISBN 4-4035-0114-1
10. 異界篇 第4巻（2008年6月発行） ISBN 4-4035-0118-4
11. 異界篇 第5巻（2008年7月発行） ISBN 4-4035-0119-2
12. 異界篇 第6巻（2008年8月発行） ISBN 4-4035-0120-6
13. 異界篇 第7巻（2008年9月発行） ISBN 4-4035-0121-4

### CD
ドラゴン騎士団のCDには、1994年から1997年までに発売されたドラマCDとイメージヴォーカル集とがある。一般販売店では発売されず、単行本発売元の新書館及びアニメイトでのみ発売された。各々予約購入特典、または初回特典が用意されていた。なお1997年発売の「風竜篇」は「1」とされているが、「2」は発売されなかった。
声優には著者の希望が適い、ラス役に関智一、ルーン役に緒方恵美、ザッツ役に小野坂昌也、セシア役に冬馬由美、OP及びEDには影山ヒロノブが起用された。（OPとEDは第1巻と第3巻以下で異なるがヴォーカルは同じ）
- ドラゴン騎士団 イメージヴォーカル集（1994年8月31日）
- 押上美猫オリジナルドラマアルバム ドラゴン騎士団（1994年8月31日）
イメージヴォーカル集と同時予約購入の特典は「特製2WAYカード」。単行本第1巻にあたる「風の魔女」から「消えた生首」までを収録。
- 押上美猫オリジナルドラマアルバム ドラゴン騎士団 II -竜都篇-（1995年3月31日）
予約特典は「特製CDキャリングバッグ」。単行本第2巻から第4巻にあたる「竜都篇」と「三番目の竜の騎士」を収録。
- 押上美猫オリジナルドラマアルバム ドラゴン騎士団 III　-秘宝篇-（1995年9月17日）
初回特典は「ドラゴン騎士団身ミニノート」。単行本第5巻にあたる「秘宝篇」と第2巻にあたる「精霊戦士」を収録。
- 押上美猫オリジナルドラマアルバム ドラゴン騎士団 IV -怪魚篇-（1996年8月11日）
初回特典は「オリジナルステッカー」。単行本第6巻の「怪魚篇」を収録。附録として著者と緒方恵美、上田祐司の鼎談が収録。
- 押上美猫オリジナルドラマアルバム ドラゴン騎士団 V -風竜篇-（1997年8月25日）
初回特典は「ピルケース」。単行本第5巻の「ベルサの呪い」と第7巻にあたる「風竜篇」を収録。